# Sciaphilomastax piro
Sciaphilomastax piro is een rechtvleugelig insect uit de familie Eumastacidae. De wetenschappelijke naam van deze soort is voor het eerst geldig gepubliceerd in 1979 door Descamps.